# Rai Sport 2
Rai Sport 2 était une chaîne de télévision sportive italienne lancée sur le réseau satellite le 18 mai 2010, et qui diffuse également sur le réseau numérique terrestre. Elle fait partie du groupe italien Rai. Le 5 fevrier 2017, elle cesse d'émettre et fusionne avec l'ex Rai Sport 1 devenue Rai Sport (SD et HD).
L'apparition de la chaîne Rai Sport 2 oblige certaines chaines comme Rai Sport à changer de nom (adoptant le nom de Rai Sport 1) ou à changer le canal de la chaine Rai News pour laisser place à la nouvelle chaîne.
La chaîne diffuse les matchs du Championnat d'Italie de rugby à XV et de Rink hockey. L'apparition de Rai Sport 2 a permis une retransmission quasi complète de grands événements du cyclisme comme le Tour de France 2010, de la Classique de Saint-Sébastien 2010 ou encore du Paris-Tours 2010.

## Identité visuelle

### Logos

Logo de Rai Sport 2 depuis le 18 mai 2010